# Єлизавета Говард
Єлизавета Болейн, графиня Вілтшир (ім'я при народженні — леді Єлизавета Говард) — англійська дворянка, дружина Томаса Болена, мати Анни Болейн, бабуся Єлизавети I. Старша дочка Томаса Говарда, 2-го герцога Норфолкського та його першої дружини Елізабет Тілні. Єлизавета стала віконтесою Рочфорд у 1525 році, а згодом графинею Ормонд та графинею Вілтшир.

## Сім'я і раннє життя
Єлизавета народилася близько 1480 року в багатій та впливовій родині Говардів. Вона була старшою з двох дочок Томаса Говарда та його першої дружини Елізабет Тілні. Її дід по батьківській лінії, Джон Говард, 1-й герцог Норфолкський, отримав титул герцога Норфолкського у 1483 році, після смерті Джона де Моубрея, 4-го герцога Норфолкського.
Її сім'ї вдалося втриматись при владі після поразку свого покровителя, короля Річарда III, убитого в битві при Босворті в 1485 році. Єлизавета стала частиною королівського двору Генріха VII ще молодою дівчиною.

## Шлюб і життя при дворі
Єлизавета Говард вступила в шлюб з Томасом Болейном, амбітним молодим придворним, ймовірно, у 1498 році. За словами Томаса, протягом наступних кількох років його дружина народила багато дітей, але лише троє дітей дожили до повноліття:
- Марія Болейн, коханка Генріха VIII (бл. 1499 — 19 липня 1543).
- Джордж Болейн, віконт Рочфорд (бл. 1503 — 17 травня 1536).
- Анна Болейн, королева Англії, друга дружина Генріха VIII (бл. 1507 — 19 травня 1536)

Єлизавета була фрейліною Єлизавети Йоркської, а згодом Катерини Арагонської. Під час роману Генріха VIII з Анною Болейн, ходили чутки, що сама Єлизавета у молодості була його коханкою, а Анна Болейн — дочка Генріха VIII. Більшість істориків вважають, що це припущення виникло через те, що Єлизавету сплутали з більш відомою коханкою Генріха Елізабет Блаунт, або через зростання непопулярності родини Болейн після 1527 року

## 1519—1536 рр.
У 1519 році дочки Єлизавети, Анна та Марія, перебували при французькому королівському дворі, як фрейліни королеви Клавдії. Згідно зі свідченнями папського нунція у Франції, король Франциск I називав Марію «моя англійська кобила», а пізніше описував її як «велику повію, найганебнішу з усіх».

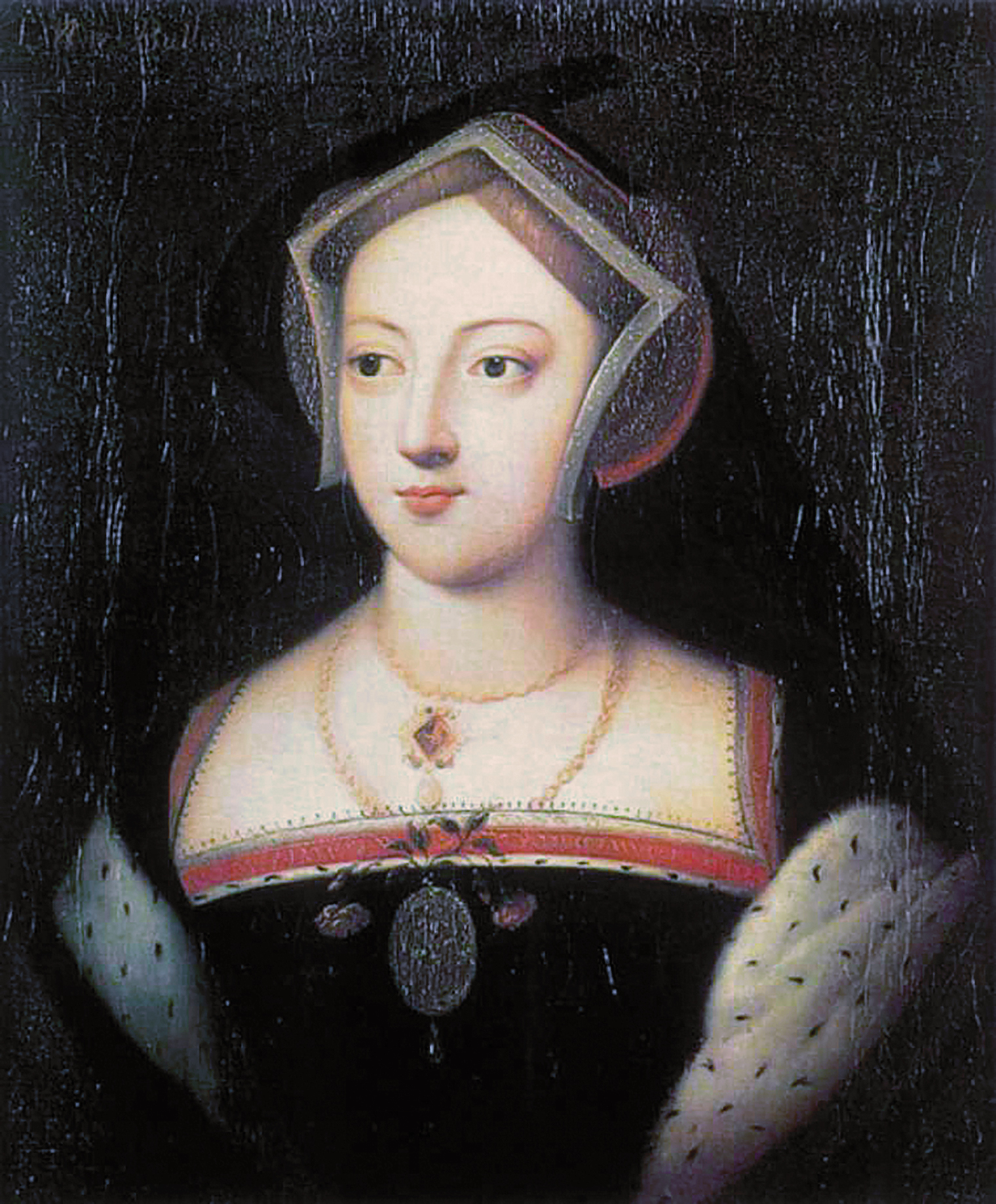
Марія Болейн, старша дочка Єлизавети

За словами історика М. Л. Брюса, Томас та Елізабет «відчували неприязнь» до Марії, а її романтичні стосунки лише посилювали ці почуття. Близько 1520 року Болейнам вдалося влаштувати шлюб Марії з Вільямом Кері, шанованою при дворі людиною. Згодом Марія стала коханкою Генріха VIII, хоча й ніколи не мала титулу «офіційної королівської коханки». Лише деякі з коханок Генріха були вшановані, за винятком Елізабет Блаунт, син якої Генрі Фіцрой був призначений герцогом Річмондським і Сомерсетським у 1525 році Відносини Генріха та Марії були настільки стриманими, що протягом десятиліття їхнє існування залишалось під питанням

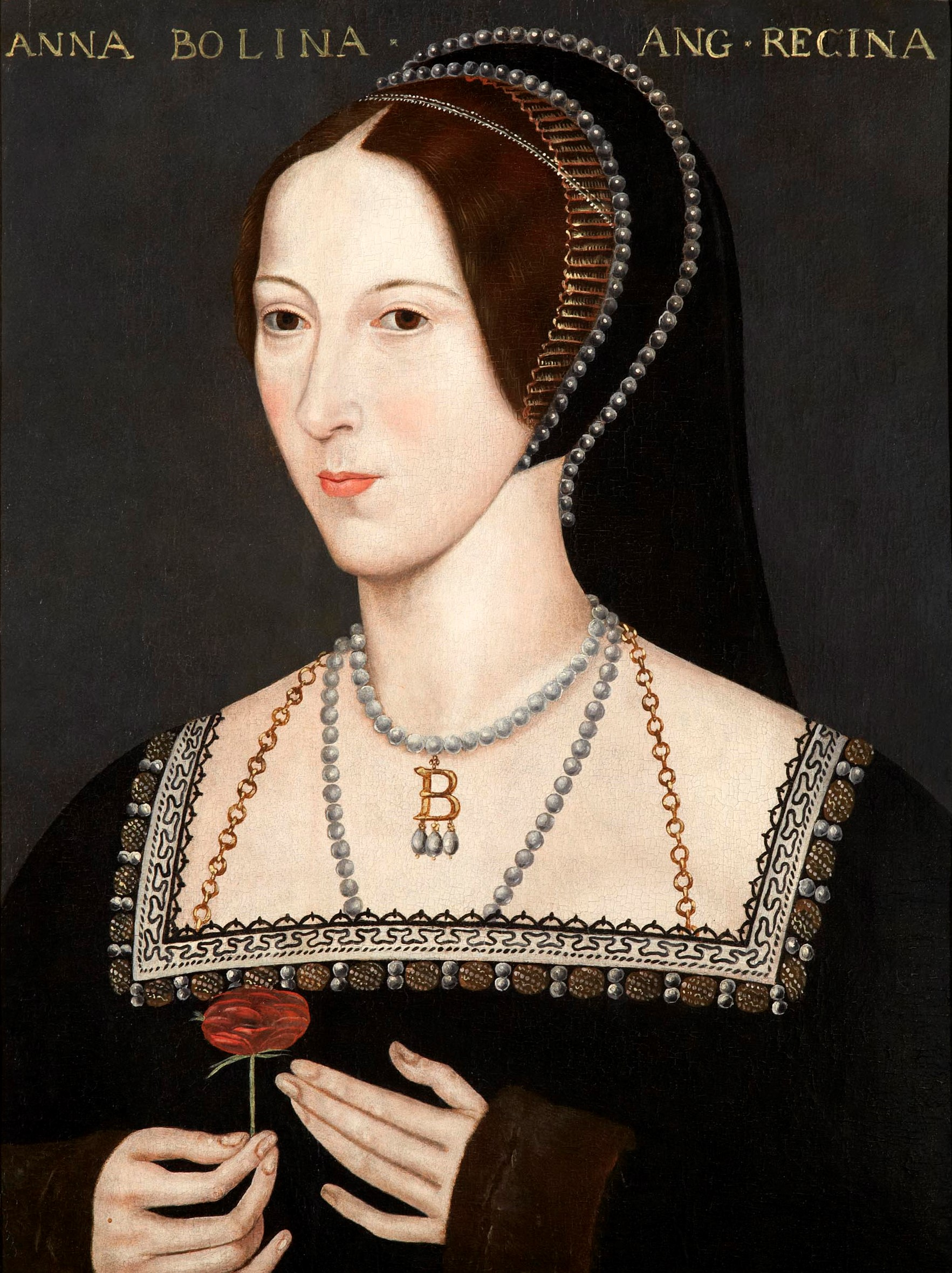
Анна Болейн, молодша дочка Єлизавети

На відміну від Марії, її сестра Анна, як вважається, мала близькі стосунки з матір'ю. Єлизавета особисто опікувалася освітою своїх дітей, у тому числі й Анни, яку навчила грати на різних музичних інструментах, співати й танцювати, читати, а також вишивати та писати вірші. У 1525 році Генріх VIII закохався в Анну, і Єлизавета стала її супутницею. Вона супроводжувала доньку до королівського двору, оскільки Анна намагалася уникнути сексуальних стосунків з Генріхом. Єлизавета подорожувала з Анною в Уайтхолл після поразки політичного опонента сім'ї Болейн, кардинала Томаса Волсі.
Єлизавета залишалася з дочкою протягом усього часу, коли Анна була королевою-консортом. Дехто вважає, що дочку Анни, Єлизавету I, назвали на честь її бабусі по материнській лінії. Однак більш імовірно, що майбутню королеву назвали на честь матері Генріха, Єлизавети Йоркської, хоча не можна виключати можливість, що вона була названа на честь обох бабусь.
Єлизавета Болейн перейшла на бік решти родини, коли її старша дочка Марія втекла з простолюдином Вільямом Стаффордом . Спочатку Марія сподівалась на підтримку своєї сестри (Анна була єдиною довіреною особою Марії в родині Болейн), але та була розлючена через порушення етикету і відмовилася її прийняти.

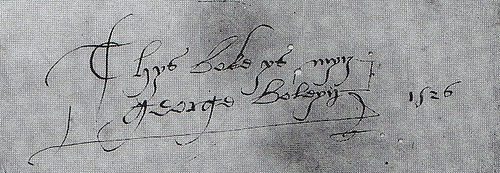
Підпис сина Єлизавети Джорджа

У 1536 році сім'ю наздогнав ще більший скандал. Молодшу дочку Єлизавети, Анну, та її єдиного сина Джорджа стратили за звинуваченням у зраді, перелюбі та кровозмішуванні. Біографи Анни, Ерік Айвз і Рета Варніке, дійшли до висновку, що ці звинувачення були сфабрикованими, оскільки король хотів одружитись з Джейн Сеймур. Крім цього очевидного факту, послідовність подій незрозуміла, тому історики розходяться в думках щодо того, що стало головною причиною падіння Анни: ненависть чоловіка до неї чи її політичні амбіції. Історики схиляються до думки, що Анна була невинною і залишалась вірною своєму чоловікові. Тим не менш, судді підкорилися рішенню короля, засудивши Анну, Джорджа Болейна та чотирьох інших осіб на смерть. Чоловік Єлизавети, Томас Болейн, та брат, Томас Говард, 3-й герцог Норфолкський, не змогли допомоги засудженим. 17 травня 1536 року обвинувачених обезголовили, а через два дні Анна була страчена французьким фехтувальником.

## Подальше життя та смерть
Після поразки сім'ї Єлизавета переїхала до замку Хівер. Вона померла через два роки після смерті двох молодших дітей та чоловіка. Похована в каплиці родини Говардів у церкві Святої Марії, Ламбет.